# 罗伯特·夏普陨击坑
罗伯特·夏普陨击坑（Robert Sharp）是火星第勒尼安海区东北部的一座撞击坑，中心坐标位于南纬4.17度、东经133.42度处，直径152.08公里（94.5英里）。它距2012年8月6日美国宇航局好奇号火星探测车着陆的盖尔撞击坑260公里（160英里）)，其名称取自美国地质学家暨行星科学家罗伯特·菲利普·夏普(1911年—2004年），2012年被国际天文联合会行星系统命名工作组批准接受。

## 另请查看
- 火星撞击坑